# جنون أو قداسة (مسرحية)
جنون أو قداسة (بالإسبانية: Locura o santidad) هي مسرحية درامية كتبها الكاتب الأرجنتيني خوسيه إتشيغاراي، عُرضت لأول مرة عام 1964. تستكشف المسرحية الصراع بين العقل والجنون، والقداسة والاغتراب، في سياق اجتماعي وسياسي يعكس أزمات الهوية والذات.

## العنوان
يحمل العنوان ازدواجية فلسفية تعكس ثنائية الإنسان بين جنون العاطفة والتفكير، وبين السعي إلى القداسة والسمو الروحي. هذا التناقض يفتح الباب أمام تأملات حول حدود العقل والجنون، وبين الحقيقة والهلوسة في تجارب الإنسان.

## نبذة
تدور المسرحية حول شخصية رئيسية تعيش صراعاً داخلياً بين نزعاتها العقلانية ومشاعرها الجامحة، في ظل مجتمع يفرض عليها قواعد صارمة. من خلال الحوار المكثف والمشاهد المركزة، يُعرض تأثير المجتمع على الفرد وكيف يتحول الصراع النفسي إلى مأساة إنسانية تعكس التوتر بين الحرية والقيود.

## الشخصيات
- الشخصية الرئيسية: تعاني من اضطراب نفسي يعكس الصراع بين جنون الذات وتهذيبها الروحي.
- الأهل: يمثلون التقاليد والضغط الاجتماعي.
- الصديق: صوت العقل والمنطق الذي يحاول مساعدة الشخصية في تجاوز أزماتها.

## الأثر
لقد أحدثت المسرحية ضجة فنية في الأوساط المسرحية الأرجنتينية، وأصبحت رمزاً لمناقشة القضايا النفسية والاجتماعية. وتُدرس في الجامعات كأحد أبرز الأعمال التي جمعت بين التراجيديا والتحليل النفسي في المسرح اللاتيني.

## الجوائز
نال خوسيه اتشغاراي جائزة نوبل في الأدب عام 1904، ويُعتبر هذا العمل من بين إسهاماته الأدبية التي رسخت مكانته كأحد أعظم الأدباء المسرحيين في العالم الناطق بالإسبانية.

## اقتباسات
- "بين الجنون والقداسة، يختار الإنسان طريقه نحو الخلاص أو الهلاك."
- "العقل حين يضطرب، يعيد تشكيل العالم من جديد."
- "القداسة ليست غياب الخطأ، بل المحاولة المستمرة للتجاوز."